# Automatic Private Internet Protocol Addressing
APIPA (Automatic Private Internet Protocol Addressing - Direccionamiento Privado Automático del Protocolo de Internet) es un protocolo que utilizan los sistemas operativos para obtener la configuración de red cuando está ajustado para obtener una dirección IP de manera dinámica y, al iniciar, este no encuentra un servidor DHCP (Dynamic Host Configuration Protocol).
APIPA es una característica muy útil cuando se desea configurar una red simple y pequeña que no requiere conectividad con otras redes, aunque lleva a complejidad en la depuración, dado que puede aparecer ante errores de configuración del servidor DHCP o ante problemas de cableado.

## Funcionamiento
El procedimiento APIPA asigna una dirección IP y su máscara de red únicamente, y no configura ningún otro parámetro que configuraría un servidor DHCP, como pueden ser una ruta por omisión o un servidor DNS. Esto significa que el sistema APIPA permite la funcionalidad básica para que el equipo funcione en un esquema de red local, pero no proporcionará salida fuera de la misma a otras redes, como Internet, por ejemplo.
Al no detectar la presencia de un servidor DHCP, el sistema por medio de APIPA se asigna una dirección IP privada, de clase B en el rango 169.254.0.1 a 169.254.255.254 con máscara 255.255.0.0 (el bloque definido como link-local por la norma RFC 3330). El servicio detectará si la dirección a asignar se encuentra en uso utilizando paquetes de difusión amplia; el hecho de recibir respuesta a dichos paquetes indica que la dirección ya fue tomada por otro equipo, en cuyo caso se seleccionaría otra dirección alternativa. No obstante, cada cinco minutos el cliente buscará nuevamente un servidor DHCP. El procedimiento utilizado por APIPA solo funciona con sistemas de IPv4, ya que IPv6 utiliza otro procedimiento.